# Cornelia Anken
Cornelia Christina Anken (* 13. Oktober 1967 in Frankfurt am Main) ist eine deutsche Autorin. Ihre Genres sind Kriminalroman, Kurzgeschichte und Thriller.
Cornelia Anken wuchs in Frankfurt am Main auf. Nach dem Abitur an der Bettinaschule studierte sie Germanistik, Ethnologie und Archäologie an der Johann Wolfgang Goethe-Universität, an der sie auch heute arbeitet. Cornelia Anken hat 1991 den Wettbewerb Junges Literaturforum Hessen-Thüringen in der Sparte Lyrik gewonnen. 
Zunächst überwiegend als Übersetzerin und Sachbuchautorin tätig, gewann sie 2000 den Literaturwettbewerb des Journal Frankfurt. 2002 erschien ihr Roman Narrenspiele. Es folgen weitere Veröffentlichungen in der Reihe Tatorte Hessen, die jeweils zur Buchmesse in Frankfurt erscheint.
Cornelia Anken ist Mitglied im Syndikat, der Autorengruppe deutschsprachiger Kriminalliteratur, sowie bei den Sisters in Crime.

## Veröffentlichungen
- Dinge, die Männer tun. Journal Frankfurt 2/2002: 28-31.
- Narrenspiele. Presse und Verlagsgesellschaft m.b.H., Frankfurt 2002
- Nach zwölf Jahren, in: Stöppler, K.-M. (Hg) (2004): Tatorte Hessen. Societäts-Verlag, Frankfurt, S. 13–34.
- Der liebe Gott und die Nachbarn. In Ruske, L. (Hg.): Tatorte Hessen kulinarisch. Societäts-Verlag, Frankfurt 2006, S. 25–41.
- Josie und Arnold, in: Ruske, L. (Hg.): Tatorte Hessen hochprozentig. Societäts-Verlag, Frankfurt 2008, 6-25.
- Before Better Roads – Geschichten vom Straßenrand. BoD 2008.
- Im Himmel mit Elvis. In Stecay, A. (Hg.) Frankfurter Morde. Wellhöfer-Verlag, Mannheim 2009, 66-75.
- Rückblende, in: Zimmermann, M., Jöst, S. (Hg.): Wie werde ich Witwe? ViaTerra-Verlag, Aarbergen, 9-19.
- Leonora Timms und die Verlorenen Kinder, ViaTerra-Verlag, Aarbergen 2010, ISBN 978-3-941970-02-1